# 9: 나인
9: 나인(9)은 2005년 11분짜리 단편작의 시작으로 팀 버튼과티무르 베크맘베토프와 함께 공동제작하여 2009년에 공개된 미국의 장편 애니메이션 영화이다.

## 줄거리
과학문명의 폭주, 인간의 욕망이 극한으로 치닫자, 인류는 종말을 맞이했다. 남은 것은 황량한 폐허로 변해버린 지구. 하지만 인류의 마지막을 예견한 한 과학자에 의해 9개의 생명체가 탄생되었다. 홀로 남은 줄 알았던 9은 괴물 기계군단을 피해 살아남은 생존자 무리를 발견하게 된다. 오만한 리더 1, 4차원 발명가 2, 쌍둥이 학자 3과 4, 열혈 기술자 5, 별난 예술가 6, 풍운의 여전사 7, 행동대장 8.
타고난 운명을 따라 9은 이들과 함께 원정대를 이루어 전쟁을 치르려 한다. 하지만 성격도 가치관도 전부 다른 대원들은 좀처럼 합심하기 어렵고, 무엇보다 이들이 대항해야 할 적은 너무나도 강력하다. 도무지 이길 승산이 보이지 않는 전쟁, 그리고 원정대를 엄습해오는 두려움. 이들에게 선택은 둘 중 하나다! 맞서 싸우거나, 아니면 영영 숨어살거나.
괴물 기계군단과의 전쟁을 준비하는 인류의 마지막 희망 9. 이제 미래는 9의 손에 달려있다.

## 배역
일라이저 우드 - 9
프레드 타타시오르 - 8/라디오 아나운서
제니퍼 코널리 - 7
크리스핀 글로버 - 6
존 C. 라일리 - 5
마틴 랜도 - 2
크리스토퍼 플러머 - 1

## 같이 보기
- 나인 (2005년 영화)